# Оливија Смолига
Оливија Смолига (енгл. Olivia Smoliga; Гленвју, 12. октобар 1994) америчка је пливачица чија специјалност је пливање леђним и слободним стилом. Актуелна је власница америчког рекорда на 50 метара леђним стилом у малим базенима. Светска је првакиња из 2012. у трци на 100 метара леђно у малим базенима. 
На Панамеричким играма у Торонту 2015. освојила је сребрну медаљу у трци на 100 метара леђним стилом. Била је део олимпијског тима Сједињених Држава на Летњим олимпијским играма 2016. у Рио де Жанеиру. Смолига је у Рију као чланица америчке штафете на 4×100 мешовито освојила златну олимпијску медаљу, док је у трци на 100 метара леђним стилом заузела 6. место.
Њени родитељи, Томас и Елзбијета емигрирали су из Пољске у Сједињене Државе 1991. године. 